# Andalusische Barbe

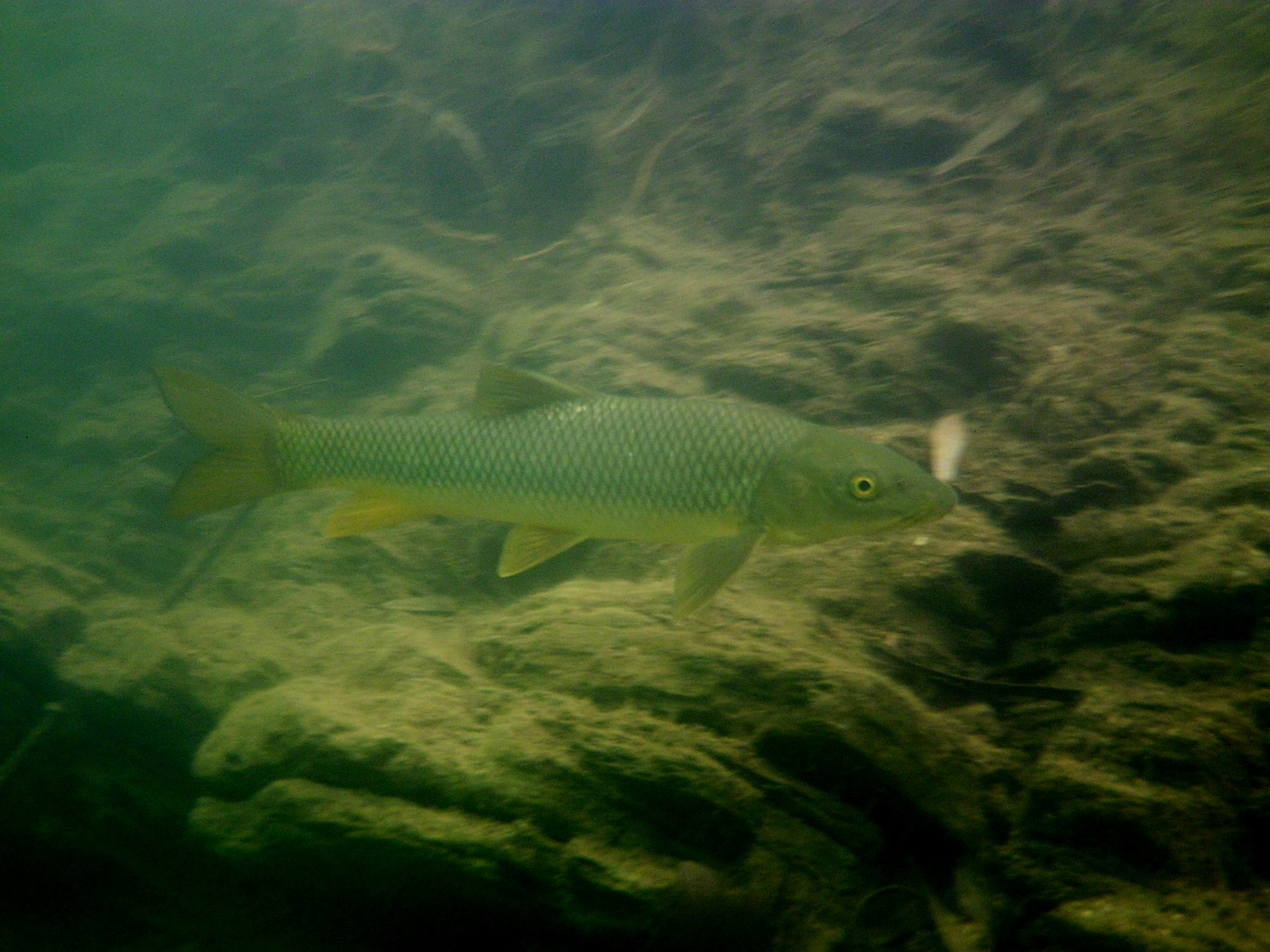

Die Andalusische Barbe (Luciobarbus sclateri, Syn.: Barbus sclateri) ist eine Barbenart, die endemisch nur auf der Iberischen Halbinsel vorkommt. In Spanien nennt man die Art volkstümlich Barbo Andaluz oder Barbo Gitano und in Portugal Barbo-do-Sul oder Barbo-do-Algarve.

## Systematik
Die Andalusische Barbe gehört zur Gattung Luciobarbus. Die Gemeine Iberische Barbe (Luciobarbus bocagei) wurde ursprünglich als Unterart von Luciobarbus sclateri klassifiziert.

## Beschreibung
Die Färbung der Spezies bildet einen scharfen Kontrast zwischen dunklem graubraunem Rücken und gelblich hellen Seiten. Sie wird durchschnittlich 30 bis 40 Zentimeter lang. Im Jahr 2000 wurde eine 4 Kilogramm schwere Andalusische Barbe im Lago Las Tortugas gefangen, verbürgt sind jedoch auch Fänge von neun bis 11 Kilogramm.

## Verbreitung

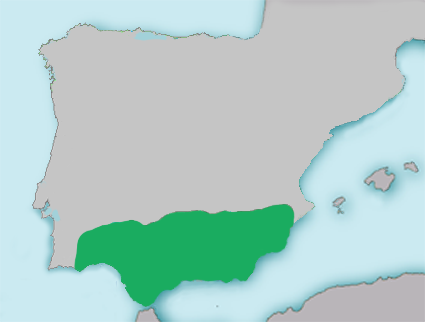
Verbreitungsgebiet der Andalusischen Barbe

Die Andalusische Barbe kommt im südlichen Teil der Iberischen Halbinsel in Spanien und Portugal vor. Sie bewohnt die Mittel- und Unterläufe von Füssen wie z. B. den Guadalquivir, Rio Segura, Rio Mira, Rio Jandula oder Campo de Gibraltar.

## Lebensweise
Luciobarbus sclateri ist nicht sehr wählerisch in Bezug auf ihren Lebensraum, sie bewohnt eine Reihe von Gewässertypen mit Ausnahme bis auf kleine sehr kalte Gebirgsbäche mit starker Strömung. Sehr häufig ist sie in Flachlandflüssen mit geringer Strömung.
Die Laichzeit beginnt zwischen Mai und Juni, nachdem die Männchen mit einem Alter von zwei bis vier Jahren die Geschlechtsreife und eine Mindestlänge von acht Zentimetern erreicht haben. Die Weibchen sind erst mit sechs oder sieben Jahren und einer Länge von 11 bis 16 Zentimetern geschlechtsreif. Trotz ihrer meist geringen Körpergröße gehört Luciobarbus sclateri mit einem maximalen Lebensalter von 18 Jahren zu den langlebigen Tierarten.

## Nutzung
Die Andalusische Barbe ist lokal ein Sportfisch.

## Gefährdungsstatus
Die Andalusische Barbe wird von der IUCN nicht als gefährdet eingestuft. Lokale Populationen können in sehr trockenen Sommern bedroht sein, wenn sich Fließgewässer nur noch auf kleine isolierte Pools mit sehr niedrigen Wasserständen reduzieren. Die Habitat-Zersplitterung wird dadurch vergrößert. Kürzlich wurde die Bedeutung der Wasserqualität auf die Lebensbedingungen der Andalusischen Barbe untersucht.